# Balogh Ilona
Balogh Ilona (Budapest, 1912. június 24. – Budapest, 1947. december 29.) művészettörténész, néprajzkutató.

## Élete
Édesapja Balogh János mérnök, édesanyja Gergelyi Jolán voltak.
A Pázmány Péter Tudományegyetemen néprajzi, művészettörténeti és régészeti tanulmányokat folytatott. Ugyanott doktorált 1935-ben, Györffy István tanítványaként. 1945-től a Szépművészeti Múzeum munkatársa volt. Ott először Elek Artúr hatalmas könyvhagyatékát rendezte, majd a grafikai osztályon kezdett anyagfeldolgozáshoz.
Fő kutatási területe a néprajz és a művészettörténet összefüggései, és a régi magyar művészet. Segítőtársa volt nővére, Balogh Jolán tudományos működésének is.

## Művei
Cikkei jelentek meg az Archeológiai Értesítő, a Művészettörténet és a Szépművészeti Múzeum Közleményei szakmai folyóiratokban
- 1933 Adatok az olasz románkori szobrászat magyarországi hatásához. Archaeologiai Értesítő 46
- 1935 Magyar fatornyok. Néprajzi Füzetek 1. Budapest
- 1940 Les édifices de bois dans architecture religieuse hongroise. Budapest
- 1944 Az erdélyi fatemplomok kutatásának mai állása. A Magyar Történettudományi Intézet Évkönyve 1944/ Magyarok és románok 2. Budapest